# Сірак'юс (Небраска)
Сірак'юс (англ. Syracuse) — місто (англ. city) в США, в окрузі Ото штату Небраска. Населення — 1941 особа (2020).

## Географія
Сірак'юс розташований за координатами 40°39′49″ пн. ш. 96°10′58″ зх. д. / 40.66361° пн. ш. 96.18278° зх. д. (40.663531, -96.182671).  За даними Бюро перепису населення США в 2010 році місто мало площу 3,29 км², уся площа — суходіл.

## Демографія
Згідно з переписом 2010 року, у місті мешкали 1942 особи в 845 домогосподарствах у складі 515 родин. Густота населення становила 591 особа/км².  Було 903 помешкання (275/км²).
Расовий склад населення:
| - 98,2 % — білих - 0,5 % — чорних або афроамериканців - 0,2 % — корінних американців - 0,2 % — азіатів |

До двох чи більше рас належало 0,8 %. Частка іспаномовних становила 0,9 % від усіх жителів.
За віковим діапазоном населення розподілялося таким чином: 22,5 % — особи молодші 18 років, 48,4 % — особи у віці 18—64 років, 29,1 % — особи у віці 65 років та старші. Медіана віку мешканця становила 45,5 року. На 100 осіб жіночої статі у місті припадало 85,0 чоловіків;  на 100 жінок у віці від 18 років та старших — 82,4 чоловіків також старших 18 років.
Середній дохід на одне домашнє господарство  становив 56 412 долари США (медіана — 46 500), а середній дохід на одну сім'ю — 67 005 доларів (медіана — 63 750). Медіана доходів становила 45 759 доларів для чоловіків та 31 446 доларів для жінок. За межею бідності перебувало 13,4 % осіб, у тому числі 26,5 % дітей у віці до 18 років та 9,4 % осіб у віці 65 років та старших.
Цивільне працевлаштоване населення становило 927 осіб. Основні галузі зайнятості: освіта, охорона здоров'я та соціальна допомога — 28,9 %, виробництво — 14,7 %, роздрібна торгівля — 10,7 %, мистецтво, розваги та відпочинок — 7,7 %.